# Mont Uummannaq
Le mont Uummannaq surplombe la ville groenlandaise d'Uummannaq, dans la municipalité de Qaasuitsup. Il a une altitude de 1 048 m.
La montagne est constituée de granite et de gneiss à sa base.